# Sasko-Anhaltsko
Sasko-Anhaltsko (německy Sachsen-Anhalt  [ˌzaksn̩ˈʔanhalt]), je jedna ze 16 spolkových zemí Německa. Jejím hlavním městem je Magdeburg. Na severozápadě a západě hraničí s německou spolkovou zemí Dolním Saskem, na jihozápadě a jihu s německou spolkovou zemí Durynskem, na jihovýchodě s německou spolkovou zemí Saskem, na východě a severovýchodě pak s německou spolkovou zemí Braniborskem. V současných hranicích a rozloze existuje od 3. října 1990. Územím Saska-Anhaltska protékají řeky Labe, Sála, Unstruta a další. Na jihozápadě sem zasahuje pohoří Harz.

## Dějiny

### Období od roku 1944 do roku 1945
1. července 1944 rozdělil nacistický režim dosud jednotnou pruskou provincii Sasko, skládající se ze 3 vládních obvodů (Magdeburg, Merseburg a Erfurt) na provincie Halle-Merseburg a Magdeburg. Vládní obvod Erfurt byl toho dne přičleněn k Durynskému říšskému místodržitelství.

### Období od roku 1945 do července 1952
Po spojeneckém obsazení Německa je území pozdějšího Saska-Anhaltska začleněno do Sovětské okupační zóny Německa. V jejím rámci jsou 23. července 1945 obě provincie (s výjimkou Hornburgu, Wolfsburgu, Hehlingenu a několika dalších obcí, které se staly součástí Britské okupační zóny Německa), dále pak Anhaltsko, okrajová území Brunšvicka (exkláva Calvörde, města Hessen, Pabstoff, a východní oblasti okrese Blankenburg s městy Blankenburg, Rübelland, Hasselfelde, Hüttenrode, Heimburg, Stiege, Tanne) spolu s durynskou exklávou Allstedt začleněny do nově vytvořené provincie Sasko-Anhaltsko, jejíž metropolí se stalo Halle. Už od počátku svojí existence však nová provincie fungovala jako standardní autonomní německá země s vlastním zemským sněmem a zemskou vládou.
V roce 1947 je pak rozhodnutím spojenců oficiálně zrušen pruský stát a status Saska-Anhaltska se 21. července 1947 mění z provincie na zemi. Tehdejší země byla podstatně větší než dnes a měla rozlohu 24 576 km².
Dne 7. října 1949 vzniká na území sovětské okupační zóny Německa nový socialistický státní útvar Německá demokratická republika (NDR). Zprvu se jednalo o federaci 6 autonomních zemí. Jednou z nich bylo i Sasko-Anhaltsko. Postupně však docházelo k zesilování centralizace.

### Období od roku 1952 do roku 1990
Dne 23. července 1952 však dochází na území NDR k odstranění posledních zbytků federalismu, přeměně NDR v centralistický stát a k faktickému zrušení zemí. 25. července 1952 se konaly ve všech dosavadních zemích NDR poslední schůze zemských sněmů, které nyní měly za úkol odhlasovat zákony o novém správním členění. Území dosavadního Saska-Anhaltska bylo rozděleno mezi nově vzniklé kraje Magdeburg, Halle, Postupim, Chotěbuz, Lipsko, malá část území se stala součástí krajů Erfurt a Gera. Kraje se pak dále členily na okresy a městské okresy. Tento stav trval až do roku 1990.

### Období od roku 1990 do současnosti
Po protikomunistických bouřích v roce 1989 pak 3. října 1990 dochází ke sjednocení NDR se Spolkovou republikou Německo a k obnovení zemí na území dosavadní NDR. Jejich hranice se už však nedržely původních zemských hranic z let 1945–1952, ale byly vytvořeny narychlo z hranic dosavadních okresů z let 1952–1990. Znovuvytvořená země Sasko-Anhaltsko byla vymezena územím celého dosavadního kraje Magdeburg; dále pak územím kraje Halle bez okresu Artem; k tomu ještě přistupoval okres Jessen z kraje Chotěbuz. Rozlohou je menší než původní země.
Části území původní země z let 1945–1952, které v letech 1816–1944 tvořily součást pruské provincie Saska se najednou ocitly v Braniborsku. Jedná se o území v dosavadních okresech Rathenow (území západně od řeky Havel s obcemi Steckelsdorf, Großwudicke, Zollchow, Bützer, Milow, Nitzahn), Brandenburg (západní část okresu s obcemi Bensdorf, Zitz, Wusterwitz, Wenzlow, Ziesar, Wollin, Gräben), Belzig (obec Görzke), Jüterbog (jižní část okresu s obcemi Marzahne, Blönsdorf, Seehausen, Oehna), Herzberg (celý okres), Bad Liebenwerda (celý okres), Senftenberg (severozápadní část okresu s městem Lauchhammer a obcí Grünewalde). Části území původní země (celé okresy Torgau, Eilenburg, Delitsch, a západní okraje okresu Leipzig) se staly součástí Saska, ke kterému tyto oblasti patřily do roku 1815 (pak v letech 1815–1944 součást pruské provincie Saska. Malá část původní země na jihu a jihozápadě (Schkölen s okolím; severovýchodní část okresu Sömmerda s městem Kölleda a obcemi Ostramondra, Großmonra; část okresu Nordhausen s obcemi Heiringen, Auleben; východní část okresu Artem s městem Artem a obcemi Wiehe, Roßleben, Donndorf, Bottendorf, Schönewerda, Reinsdorf, Voigtstedt, Bretleben, Helldrungen, Oberhelldrungen) byla začleněna do Durynska. Naopak byla do Saska-Anhaltska začleněna malá část braniborské oblasti Prignitz (nejsevernější část okresu Havelberg s městem Havelberg a obcemi Jederitz, Nitzow a Vehlgast-Kümmernitz) a malá část původního Durynska (Tultewitz patřící dnes k městu Bad Kösen, Schieben patřící dnes k městu Bad Kösen, Crölpa-Löbschütz, Janisroda, Prießnitz, Leislau, Molau, vesnice Utenbach patřící dnes ke stejnojmenné obci, Neidschutz patřící dnes k Naumburgu, Boblas patřící dnes k Naumburgu).
1. července 1994 pak došlo ke správní reformě, členění na 37 zemských okresů a 3 městské okresy z dob NDR bylo nahrazeno 21 zemskými okresy a 3 městskými okresy. Tento stav trvá dodnes.

## Historické části
Z historického hlediska tvoří většinu území moderního Saska-Anhaltska většina území bývalé pruské provincie Saska včetně území, které před 1. říjnem 1932 tvořilo východní výběžek provincie Hannoverska (město Elbingerode a obec Elend), nesmí se však zapomenout ani na bývalý spolkový stát Anhaltsko. Z názvů těchto dvou hlavních celků je odvozen název dnešní spolkové země. Kromě těchto území patří k Sasku-Anhaltsku také malá část oblasti Prignitz (město Havelberg a obce Jederitz, Nitzow a Vehlgast-Kümmernitz – do roku 1952 součást Braniborska); dále pak východní okrajové části bývalého spolkového státu Brunšvicka (bývalá enkláva Calvörde, a města Hessen, Pabstoff, Blankenburg, Rübelland, Hasselfelde, Hüttenrode, Heimburg, Stiege, Tanne); a malé části někdejších Durynských států Saska-Výmarska-Eisenašska (část bývalé enklávy Allstedt: obce Mittelhausen, Niederröblingen, Winkel, Wolferstedt, město Allstedt, vesnice Einzingen patřící dnes k obci Nienstedt, vesnice Landgrafroda patřící dnes k obci Ziegelroda. V letech 1920–1945 byla tato enkláva součástí Durynska) a Saska-Meiningenska (Tultewitz patřící dnes k městu Bad Kösen, Schieben patřící dnes k městu Bad Kösen, Crölpa-Löbschütz, Janisroda, Prießnitz, Leislau, Molau, vesnice Utenbach patřící dnes ke stejnojmenné obci, Neidschutz patřící dnes k Naumburgu, Boblas patřící dnes k Naumburgu. V letech 1920–1952 součást Durynska).

## Města
- Významná města v Sasku-Anhaltsku:
  - Dessau – historická metropole Anhaltska
  - Halberstadt
  - Halle (Saale) – největší město Saska-Anhaltska
  - Lutherstadt Wittenberg – bývalé hlavní město Saska-Wittenbergu a pozdější metropole Saského kurfiřtství
  - Magdeburg – hlavní město spolkové země Saska-Anhaltska
  - Naumburg
  - Quedlinburg
  - Stendal
  - Weißenfels

## Předsedové vlád země Saska-Anhaltska
- 3. prosince 1946 – 13. srpna 1949: Dr. Erhard Hübener
- 13. srpna 1949 – 23. července 1952: Werner Bruschke

V letech 1952 a 1990 byla země Sasko-Anhaltsko zrušena.
- 28. října 1990 – 4. července 1991: Dr. Gerd Gies CDU
- 4. července 1991 – 28. listopadu 1993: Profesor Dr. Werner Münch CDU
- 2. prosince 1993 – 21. července 1994: Dr. Christoph Bergner CDU
- 21. července 1994 – 16. května 2002: Dr. Reinhard Höppner SPD
- Od 16. května 2002: Profesor Dr. Wolfgang Böhmer CDU

## Administrativní členění

### Bývalé vládní obvody
Do roku 2003 se Sasko-Anhaltsko členilo na 3 vládní obvody (německy Regierungsbezirke):
- Dessau
- Halle
- Magdeburg

K 1. lednu 2004 byly tyto vládní obvody zrušeny. Působnost všech 3 úřadů zrušených vládních obvodů přešla na zemský správní úřad se sídlem v Halle.

### Zemské okresy
Při první správní reformě 1. července 1994 bylo dosavadních 37 zemských okresů nahrazeno 21 novými zemskými okresy. Dále zde z předchozího členění zůstaly zachovány 3 městské okresy.
V současnosti probíhá v Sasku-Anhaltsku politická debata týkající se další případné správní reformy.
V současnosti se Sasko-Anhaltsko člení na 21 zemských okresů (německy Landkreise):
| Okres                                               | Obyvatele | Rozloha (km²) | Hustota zalidnění (Obyv./km²) |
| --------------------------------------------------- | --------- | ------------- | ----------------------------- |
| Anhalt-Bitterfeld (ABI)                             | 187 873   | 1 452,71      | 129                           |
| Burgenland (Burgenlandkreis; BLK)                   | 205 097   | 1 413,36      | 145                           |
| Börde (BK)                                          | 187 833   | 2 366,19      | 79                            |
| Harz (HZ)                                           | 244 248   | 2 104,00      | 116                           |
| Jerichowsko (Jerichower Land; JL)                   | 101 092   | 1 576,66      | 64                            |
| Mansfeld-Jižní Harz (Mansfeld-Südharz; MSH)         | 160 984   | 1 448,60      | 111                           |
| Sála (Saalekreis; SK)                               | 206 146   | 1 433,22      | 144                           |
| Salzland (Salzlandkreis; SLK)                       | 222 727   | 1 425,86      | 156                           |
| Stará marka-Salzwedel (Altmarkkreis Salzwedel; SAW) | 94 545    | 2 292,52      | 41                            |
| Stendal (SDL)                                       | 129 481   | 2 422,96      | 53                            |
| Wittenberg (WB)                                     | 144 972   | 1 929,89      | 75                            |
| Městské okresy:                                     |           |               |                               |
| Dessau-Roßlau (DE)                                  | 91 243    | 24 462        | 373                           |
| Halle (HAL)                                         | 235 720   | 135,02        | 1 746                         |
| Magdeburg (MD)                                      | 229 826   | 200,95        | 1 144                         |
| Sasko-Anhaltsko (ST)                                | 2 442 000 | 22 446        | 119                           |